# Sebastian Wheldon
Sebastian Wheldon (San Petersburgo, Florida; 1 de febrero de 2009), es un piloto de automovilismo estadounidense-británico. Actualmente tiene contrato con Prema Racing para competir en el Campeonato de Italia de Fórmula 4 y el Campeonato E4. Es miembro del programa de desarrollo de pilotos de Andretti Global.

## Carrera deportiva

### Karting
Wheldon tuvo una carrera consistente en el karting, logrando como mejor resultado a nivel nacional un tercer lugar en la Winter Series de SKUSA en 2020. También compitió en la SuperNationals en 2021 y 2022, logrando un séptimo lugar en la clase X30 Junior en su primer año.

### Monoplazas
En 2023 hizo su debut en monoplazas en la Skip Barber Fórmula Race Series, logró el título contra algunos rivales experimentados, entre ellos Jeshua Alianell, quien había competido en el campeonato dos años antes. Wheldon logró un total de seis victorias en 13 podios y 456 puntos finales en el Campeonato de Pilotos.
A inicios de 2024, Wheldon se unió a Velocity Racing Development para disputar la YACademy Winter Series y la USF Juniors. Sebastian impresionó en la primera categoría, ganando una vez y subiendo al podio cuatro veces en solo seis carreras, perdiendo el título ante el ya experimentado Jack Jeffers. Mientras que en la USF, tuvo una primera ronda sólida, ganando dos carreras de tres y terminando segundo en la otra en NOLA Motorsports Park, demostrando que sería un contendiente al título al pasar a la cima del campeonato como resultado. En diciembre Wheldon formó parte de la última ronda del Trofeo Fórmula de EAU. Logró la victoria en el circuito Yas Marina, siendo la primera fuera de territorio americano, mientras que en la segunda carrera finalizó en la cuarta posición.
En 2025, se unió a Prema Racing para correr en la temporada inaugural del Campeonato de Medio Oriente de Fórmula 4. En su primera experiencia a tiempo completo, logró un podio en su debut y varios resultados destacados que lo ubicaron en la séptima posición con 90 puntos.
También firmó contrato con dicho equipo para disputar la Fórmula 4 Italiana y el Campeonato E4.

## Vida personal
Wheldon nació en San Petersburgo, Florida. Es hijo del campeón 2005 de IndyCar Series y dos veces ganador de las 500 Millas de Indianápolis, Dan Wheldon. Su padre murió en 2011 en Las Vegas Motor Speedway durante una carrera de IndyCar de ese año.
Su hermano, Oliver, también es piloto y actualmente disputa la Skip Barber Fórmula Race Series, la cual Sebastian supo ser campeón en 2023.

## Resumen de carrera
| Temporada | Categoría                                | Equipo                        | Carreras     | Victorias    | Poles        | VR           | Podios       | Puntos       | Pos.         |
| --------- | ---------------------------------------- | ----------------------------- | ------------ | ------------ | ------------ | ------------ | ------------ | ------------ | ------------ |
| 2023      | Skip Barber Fórmula Race Series          | Skip Barber Racing School     | 16           | 6            | 10           | 10           | 13           | 456          | 1.º          |
| 2024      | YACademy Winter Series                   | Velocity Racing Development   | 6            | 1            | 1            | 3            | 4            | 33           | 2.º          |
| 2024      | USF Juniors                              | Velocity Racing Development   | 16           | 4            | 2            | 4            | 9            | 308          | 3.º          |
| 2024      | Trofeo Fórmula de EAU                    | Mumbai Falcons Racing Limited | 2            | 1            | 1            | 1            | 1            | 37           | 9.º          |
| 2025      | Campeonato de Medio Oriente de Fórmula 4 | Prema Racing                  | 15           | 0            | 0            | 0            | 1            | 90           | 7.º          |
| 2025      | Campeonato de Italia de Fórmula 4        | Prema Racing                  | Disputándose | Disputándose | Disputándose | Disputándose | Disputándose | Disputándose | Disputándose |
| 2025      | Campeonato E4                            | Prema Racing                  | Disputándose | Disputándose | Disputándose | Disputándose | Disputándose | Disputándose | Disputándose |
| Fuente:   |                                          |                               |              |              |              |              |              |              |              |